# Zaporizzsjai nemzetközi repülőtér
A Zaporizzsjai nemzetközi repülőtér (IATA: OZH, ICAO: UKDE) Ukrajna egyik nemzetközi repülőtere, amely Zaporizzsja közelében található. Éves utasforgalma 90 232 fő (2005).

## Futópályák
A repülőtér futópályái:
- 02/20 (2502 m, 42 m, beton)
- 02/20 (2100 m, 85 m, talaj)

## Forgalom
Az utasforgalom az elmúlt években az alábbi módon változott:
| Utasok száma | 90 232 | 118 463 | 68 042 | 33 386 | 56 788 | 75 400 | 275 421 | 348 438 | 434 063 | 617 518 |
|              | 2005   | 2007    | 2009   | 2010   | 2012   | 2014   | 2016    | 2017    | 2019    | 2021    |